# Skorica
Skorica (izvirno srbsko Скорица) je naselje v Srbiji, ki upravno spada pod Občino Ražanj; slednja pa je del Niškega upravnega okraja.

## Demografija
V naselju živi 854 polnoletnih prebivalcev, pri čemer je njihova povprečna starost 49,5 let (47,2 pri moških in 51,9 pri ženskah). Naselje ima 287 gospodinjstev, pri čemer je povprečno število članov na gospodinjstvo 3,34.
To naselje je, glede na rezultate popisa iz leta 2002, večinoma srbsko.
|  |

| Demografija | Demografija     | Demografija     |
| Leto        | Št. prebivalcev | Št. prebivalcev |
| ----------- | --------------- | --------------- |
|             |                 |                 |
|             |                 |                 |
|             |                 |                 |
|             |                 |                 |
| 1948        | 1615            |                 |
| 1953        | 1715            |                 |
| 1961        | 1675            |                 |
| 1971        | 1523            |                 |
| 1981        | 1436            |                 |
| 1991        | 1179            | 1134            |
| 2002        | 1009            | 958             |
|             |                 |                 |

| Etnična sestava po popisu iz leta 2002 | Etnična sestava po popisu iz leta 2002 | Etnična sestava po popisu iz leta 2002 | Etnična sestava po popisu iz leta 2002 | Etnična sestava po popisu iz leta 2002 |
| -------------------------------------- | -------------------------------------- | -------------------------------------- | -------------------------------------- | -------------------------------------- |
| Srbi                                   | Srbi                                   |                                        | 947                                    | 98,85%                                 |
| Jugoslovani                            | Jugoslovani                            |                                        | 2                                      | 0,20%                                  |
| Makedonci                              | Makedonci                              |                                        | 1                                      | 0,10%                                  |
| Neznano                                | Neznano                                |                                        | 4                                      | 0,41%                                  |